# Narew Ostrołęka
Narew Ostrołęka – klub piłkarski działający od 27 lipca 1962 roku w Ostrołęce.
Klub znany jest m.in. z tego, iż trenerem drużyny i dyrektorem sportowym klubu od 2005 do 3 lipca 2006 r. był dawny selekcjoner reprezentacji Polski Wojciech Łazarek. Do najbardziej znanych wychowanków klubu należą: Łukasz Grzeszczyk, Piotr Gurzęda,  Mariusz Marczak..

## Historia
Klub powstał w wyniku połączenia trzech istniejących wcześniej klubów – Turbiny, Celulozy i Narwi. 31 lipca 2003 Narew połączyła się z klubami LKS Osiedle Stacja i PUMKS 2000. Od sezonu 2004/05 klub występował pod nazwą sponsora – ASPN War-Pol Narew Ostrołęka. 14 grudnia 2007 doszło do połączenia zarządów ASPN Narew i MKS Narew, w wyniku czego klub funkcjonuje pod oficjalną nazwą MKS Narew Ostrołęka. Od sezonu 2008/09 występowała w nowej III lidze polskiej. W sezonie 2011/2012 Narew zajęła ostatnie miejsce w tabeli i spadła do IV ligi.

### Upadek i odbudowa klubu
Jesienią 2015 roku klub MKS Narew Ostrołęka wycofał wszystkie swoje drużyny z rozgrywek z powodu problemów organizacyjno-finansowych, w tym drużynę seniorów z rozgrywek o mistrzostwo IV ligi.
8 września 2016 roku odbyło się spotkanie założycielskie nowego stowarzyszenia - klubu MZKS Narew 1962 Ostrołęka, formalnie nie będące kontynuacją działalności poprzedniego klubu, ale kultywujące nazwę i tradycję Narwi Ostrołęka (skrót "MZKS" się nie rozwija, jest nawiązaniem do historycznej nazwy klubu). Pierwszym trenerem zespołu został Rafał Kosek (18 października 2016). Już 19 listopada 2016 roku przeprowadzono pierwszy trening nowej Narwi, na którym stawiło się 49 zawodników.

### Sezon 2017/18 – powrót na piłkarską mapę Polski i pierwszy awans
26 sierpnia 2017 r. Narew rozegrała swój inauguracyjny mecz w B klasie jako MZKS Narew 1962 Ostrołęka. Spotkanie zakończyło się zarówno sportowym, jak i organizacyjnym sukcesem; przy obecności ok. 700 widzów na stadionie przy ulicy Partyzantów w Wojciechowicach Niebiesko-Czerwoni pokonali GKS Andrzejewo 4:0. Natomiast 27 maja 2018 r. Narew wygrała w Lelisie z GLKS-em 5:3, czym zapewniła sobie awans do A klasy. Tenże awans został przypieczętowany zwycięstwem nad WKS Mystkówiec Stary 11:1 na głównym stadionie MOSiR przy ulicy Witosa.

### Sezon 2018/19 – drugi awans z rzędu
W kolejnym sezonie Narew na początku odnosiła zdecydowane zwycięstwa (m.in. 5:0 ze Świtem Baranowo w Baranowie, 3:0 z Bartnikiem Myszyniec u siebie), a także cenne zwycięstwo 3:2 z Błękitnymi Raciąż u siebie, które dało wówczas drużynie pozycję lidera. Jednak seria wyjazdowych meczów bez zwycięstwa (1:2 z Pełtą Karniewo, 0:0 z Rzekunianką, 0:3 z Konopianką Konopki w Morawach oraz 0:2 z GKS-em Pokrzywnica) sprawiła, że szkoleniowiec Niebiesko-Czerwonych Rafał Kosek został zwolniony na dwie kolejki przed końcem rundy jesiennej. Zastąpił go (tymczasowo) Marian Szarama, jednak za jego kadencji Narwianie nie zdobyli nawet jednego punktu.
Do rundy wiosennej Niebiesko-Czerwoni przystąpili pod wodzą Dariusza Narolewskiego. Wprawdzie wyniki ośmiu rozegranych sparingów nie napawały optymizmem (2 zwycięstwa, 1 remis i 5 porażek; bilans bramkowy 13-24), ale w meczach o punkty Narwianie zagrali wręcz koncertowo: odnieśli 11 zwycięstw (w tym 8 z rzędu!), raz zremisowali (z Konopianką u siebie) i raz przegrali (z Koroną Karolinowo na wyjeździe), a ich bilans bramkowy wyniósł 41-15. Ostatecznie Narew zajęła drugie miejsce w tabeli (za GKS-em Pokrzywnica, z taką samą ilością punktów, ale z gorszym bilansem bezpośrednich meczów), które zapewniło kolejny awans w ligowej hierarchii do ciechanowsko-ostrołęckiej klasy okręgowej.

### Sezon 2019/20 – walka o awans w dobie pandemii
Narew przystępowała do rozgrywek w klasie okręgowej jako beniaminek, ale wzmocnienia transferowe (m.in. powrót Mariusza Marczaka czy Przemysława Olesińskiego do zespołu) pozwalały myśleć o czymś więcej niż tylko utrzymanie. W ogólnym rozrachunku Narew skończyła rundę jesienną na pierwszym miejscu, z dorobkiem 39 punktów. Bilans drużyny: 12 zwycięstw (w tym rekordowe w historii drużyny seniorów z Soną Nowe Miasto (15:1)), 3 remisy, 0 porażek. Gra ofensywna drużyny była bardzo dobra (62 bramki strzelone - najwięcej w lidze), jednak gra w defensywie pozostawiała wiele do życzenia, gdyż Narew niemal w każdym meczu traciła co najmniej jedną bramkę, a tylko trzykrotnie w lidze zachowywała czyste konto (z MKS-em Ciechanów (1:0), Wkrą Bieżuń (0:0) i GKS-em Strzegowo (4:0)).
W tym samym czasie Narew dotarła do ćwierćfinału Pucharu Polski w okręgu ciechanowsko-ostrołęckim, pokonując kolejno FC 2012 Różan (2:0), KS Wąsewo (3:2) i Rzekuniankę (4:1). Tam odpadli z późniejszym finalistą - Żbikiem Nasielsk (1:4).
Podczas przerwy zimowej doszło do zmian w sztabie trenerskim drużyny. Nowym trenerem przygotowania fizycznego został Michał Lelujka, a nowym trenerem bramkarzy - Piotr Wiski. Największe zmiany nastąpiły jednak w późniejszym czasie: na mocy porozumienia z Koroną oraz Ostrołęcką Akademią Piłki Nożnej ustalono, że Narew pozostanie jedyną drużyną reprezentującą miasto na poziomie seniorskim, natomiast Korona, podobnie jak APN, będzie koncentrować się wyłącznie na szkoleniu młodzieży, a jej drużyna seniorów została wycofana z rozgrywek IV ligi.
Narew zimą rozegrała wszystkie 12 sparingów, głównie z rywalami z wyższych lig (tj. KS Wasilków, Nadnarwianka Pułtusk, Makowianka Maków Mazowiecki czy ŁKS 1926 Łomża). Odniosła 5 zwycięstw, 2 remisy i 5 porażek, z bilansem bramkowym 33:24. Niebiesko-Czerwoni wstępnie nie rozegrali żadnego spotkania w rundzie wiosennej, gdyż ze względów bezpieczeństwa (ryzyko zakażenia CoViD-19) rozgrywki w niższych ligach zostały zawieszone najpierw do końca marca, potem do 26 kwietnia, następnie decyzja miała być podjęta najpóźniej 11 maja, a w końcu 7 maja na zebraniu przedstawicieli Wojewódzkich Związków Piłki Nożnej postanowiono, że rozgrywki w IV ligach i niżej w sezonie 2019/20 zostaną zakończone, układ końcowych tabel pozostaje taki, jak po zakończeniu rundy jesiennej, a drużyny zajmujące miejsca zapewniające awans awansują klasę wyżej (bez spadków niżej). Jednakże, 26 maja Mazowiecki Związek Piłki Nożnej postanowił, że cztery czołowe drużyny w poszczególnych grupach IV lig i klas okręgowych (poza Narwią jeszcze KS CK, Żbik i Mławianka) mają rozegrać zaległe mecze rewanżowe między sobą w celu wyłonienia na podstawie ich wyników mistrzów i wicemistrzów tych grup, a spotkania mają być rozegrane odpowiednio 10, 13 i 17 czerwca. 4 czerwca decyzja została podtrzymana.
Błędy w grze obronnej, brak skuteczności, a także zbytnia nerwowość w grze, przez którą piłkarze Narwi dostawali czerwone kartki w każdym meczu w tzw. fazie "Final Four" sprawiła, że drużynie nie udało się awansować. Po remisie w Nasielsku (2:2) oraz porażkach w Troszynie (0:4) i w Mławie (2:4) Niebiesko-Czerwoni zajęli ostatecznie trzecie miejsce, ustępując troszyńskiemu KS-owi oraz Mławiance, a wyprzedzając Żbika.
Po sezonie podziękowano za współpracę trenerowi Narolewskiemu, a jego następcą został Andrzej Sieradzki. Działalność rozpoczęły też rezerwy klubu, prowadzone przez Mariusza Sadłowskiego.

### Sezon 2020/21 – awans seniorów w dobie pandemii
Kolejny sezon był trudny dla Narwi ze względu na obostrzenia sanitarne i mniejsze wsparcie kibiców (zwłaszcza jesienią i przez większą część rundy wiosennej, kiedy to spotkania były nawet odwoływane). Niemniej, zespołowi przyświecał jeden cel: bezpośredni awans do IV ligi. Podobny cel miał też Żbik, który przez cały sezon korespondencyjnie rywalizował z Niebiesko-Czerwonymi o pozycję lidera ligi. Narwi zdarzały się straty punktów (jak z Konopianką jesienią czy Błękitnymi wiosną), a nawet porażki (z Koroną Szydłowo, MKS-em Ciechanów i Ostrovią), jednak podobna dyspozycja konkurenta sprawiła, że walka o bezpośredni awans toczyła się aż do ostatniej kolejki. W ostatnim meczu sezonu Narew wygrała z Iskrą Krasne 3:0. Zespół z Nasielska również wygrał, ale przy jednakowej liczbie punktów (75) liczył się bilans bezpośrednich starć, a w nich lepsza była Duma Kurpi (5:0 u siebie i 1:0 na wyjeździe). Powrót do IV ligi stał się faktem.
Tymczasem w B klasie rezerwy klubu mierzyły się przez większość meczów jak równy z równym. Ostatecznie w większości młodzi podopieczni trenera Mariusza Sadłowskiego zakończyli sezon na trzecim miejscu, ustępując drużynom z Ołdak i Różana, z bilansem 10 zwycięstw, remisu i 5 porażek.

### Sezon 2021/22 – utrzymanie i pożegnanie; awans rezerw
Mimo że Narew przystępowała do sezonu IV ligi mazowieckiej północnej jako beniaminek, miała jeden cel: zajęcie jak najwyższego miejsca w tabeli, gwarantującego utrzymanie na następny sezon w zreformowanej IV lidze, w której obie grupy połączą się w jedną. Podczas sezonu zdarzały się wysokie porażki: z Hutnikiem (1:4 u siebie i 0:3 na wyjeździe), KS-em CK Troszyn na wyjeździe (0:4) i rezerwami Wisły w Płocku (aż 0:8); kompromitujące wpadki: 1:4 z Drukarzem w stolicy, 2:3 z MKS-em w Przasnyszu czy 2:3 z Sokołem u siebie, ale też niespodzianki z faworytami w Ostrołęce: remis 4:4 z Ząbkovią oraz zwycięstwa z Mławianką 2:0 i 1:0 z rezerwami Wisły. W starciu z bezpośrednimi rywalami Narew spisywała się jednak przeważnie znakomicie, zwłaszcza pod koniec rundy wiosennej, a utrzymanie zapewniła sobie po pewnym zwycięstwie na wyjeździe z Unią 6:0. Mimo to, podczas poniedziałkowego treningu, trener Andrzej Sieradzki poinformował swoich podopiecznych, że z powodów rodzinnych ostatni mecz ligowy ze Stoczniowcem u siebie będzie jego ostatnim na ławce trenerskiej Dumy Kurpi. W starciu z zespołem z Płocka pożegnano też wieloletniego gracza i kapitana Niebiesko-Czerwonych, Piotra Strzeżysza, który podjął decyzję o zakończeniu kariery piłkarskiej. Ostatecznie Narew zajęła siódme miejsce w tabeli z 17 zwycięstwami, 6 remisami, 11 porażkami, zdobywając łącznie 57 punktów i bilans bramkowy 77-65.
Druga drużyna Narwi też miała swój cel: awans o klasę wyżej, co miała ułatwić reorganizacja rozgrywek. Cel ten udało się osiągnąć, mimo że GKS Łyse był zdecydowanie najlepszy w tym sezonie,. jednak drugie miejsce, które rezerwy zajęły, też dawało bezpośredni awans. Ten został zapewniony po zwycięstwie w Lelisie z GLKS-em.
24 czerwca 2022 poinformowano, że nowym trenerem pierwszej drużyny Narwi został Marek Marciniak.

### Sezon 2022/23 – spadek do V ligi
Zespół Narwi z trenerem Markiem Marciniakiem na czele nie wszedł najlepiej w sezon, a jego gra wcale nie napawała optymizmem, wynikiem czego były porażki z Mazovią na wyjeździe 2:5 i z Mazurem u siebie 3:4. Jednak przegrana w Przasnyszu z MKS-em 0:3 spowodowała zakończenie współpracy klubu z trenerem Marciniakiem.
Tego samego dnia poinformowano o zatrudnieniu Tomasza Staniórskiego na stanowisko trenera pierwszej drużyny. Na efekty jego pracy nie trzeba było długo czekać. W meczu domowym z Ząbkovią Niebiesko-Czerwoni wygrali 1:0. Z czasem tzw. "efekt nowej miotły" przestał działać, a po remisie w Raszynie z miejscowym KS-em (2:2) Narew poniosła pięć ligowych porażek z rzędu (i jedną pucharową ze Żbikiem), przez co spadła do strefy spadkowej. Sytuację tę udało się przełamać w ostatnim meczu rundy jesiennej z ostatnią w tabeli Escolą, który zakończył się zwycięstwem 3:0, dzięki czemu zespołowi udało się wyjść ze strefy spadkowej, kończąc rundę jesienną na 15. miejscu.
Z ostatnim dniem 2022 roku Kamil Drężek zakończył swoją kadencję jako prezes Narwi (pozostał jednak w klubie jako członek zarządu), a na jego następcę został wybrany 9 stycznia 2023 r. dotychczasowy wiceprezes, Tomasz Mrozek. Jego zastępcą zaś został Rafał Dzierzgowski.
Początek rundy wiosennej w wykonaniu Niebiesko-Czerwonych nie był udany: drużyna zdobyła 5 punktów w 7 meczach (zwycięstwo w Karczewie z Mazurem 4:0 oraz dwa remisy u siebie: z MKS-em Przasnysz 3:3 mimo prowadzenia i bezbramkowy z Oskarem Przysucha). Po porażce u siebie mimo prowadzenia ze Świtem Staroźreby (1:2) podziękowano za współpracę Tomaszowi Staniórskiemu, a jego następcą został ogłoszony Damian Milewski.
Seria trzech zwycięstw z rzędu oraz remis z rezerwami Wisły Płock dawały jeszcze cień szansy na utrzymanie, zwłaszcza że Narew miała zapewnione 3 punkty za walkower z Orłem Baniocha, który się wycofał z rozgrywek po rundzie jesiennej. Mimo to zespół wskutek własnych błędów w grze przegrał pozostałe mecze: z Hutnikiem 1:3, Marcovią 1:2 (co oznaczało spadek drużyny do V ligi) i na wyjeździe z Escolą 0:1.
Po porażce z Marcovią, 12 czerwca 2023 r. cały zarząd klubu, włącznie z prezesem Tomaszem Mrozkiem, podał się do dymisji. Podjęto też decyzję o nieprzedłużaniu umowy z trenerem Damianem Milewskim.
Podczas Walnego Zebrania Wyborczego 18 czerwca 2023 r. został powołany nowy zarząd, którego prezesem został Bartosz Siurnicki, a wiceprezesem - Marcin Roman. Nowym trenerem drużyny od 3 lipca 2023 r. został zaś Marcin Gałązka.

## Sukcesy
- Najwyższy poziom ligowy III liga (obecnie II liga) – 13 sezonów.
- Zdobywca Pucharu Polski na szczeblu wojewódzkim – 1978/79, 1980/81, 1982/83, 1985/86, 1987/88, 1998/99, 1999/2000

## Stadiony

### Stadion MOSiR (wykorzystywany przez pierwszą drużynę)[110]
- Adres: Wincentego Witosa 1, 07-410 Ostrołęka
- Pojemność: 2200 miejsc siedzących
- Wymiary boiska: 100m x 70m
- Oświetlenie: brak

### Stadion w Wojciechowicach (wykorzystywany przez rezerwy)[110]
- Adres: Partyzantów 3, 07-417 Ostrołęka
- Pojemność: 1500 miejsc (220 siedzących)
- Wymiary boiska: 100m x 70m
- Oświetlenie: jest

## Sztab szkoleniowy[111]
- Trener: Łukasz Bałazy
- II trener: Piotr Strzeżysz
- Trener bramkarzy: Piotr Wiski
- Kierownik drużyny: Sławomir Zięba

## Trenerzy od roku 2002
- Marian Szarama (2002/2003)
- Adam Popławski (wrzesień 2003/2004)
- Krzysztof Etmanowicz (2004/2005)
- Bogusław Oblewski (do października 2005)
- Wojciech Łazarek (2005/2006)
- Janusz Czapski i Waldemar Marczak; Janusz Czapski i Krzysztof Etmanowicz (od 16 października 2006)
- Sławomir Stanisławski (od 1 stycznia 2007)
- Piotr Zajączkowski (od 28 sierpnia 2007)
- Cezary Moleda (od 30 kwietnia 2008)
- Dariusz Janowski (7 dni, od 19 marca 2009)
- Krzysztof Adamczyk (od 1 kwietnia 2009)
- Mateusz Miłoszewski (od 23 grudnia 2009)
- Marcin Grabowski (od 26 kwietnia 2011)
- Kazimierz Puławski (od 27 września 2011)
- Marcin Roman (od 11 lipca 2012)
- Dariusz Narolewski (od 19 grudnia 2013)
- Marian Szarama (od 22 października 2014)
- Tomasz Słowik (od 16 marca 2015)
- Damian Dąbrowski (od 21 lipca 2015 do 5 września 2015)
- Rafał Kosek (od 18 października 2016 do 30 października 2018)
- Marian Szarama (od 30 października 2018 do 23 listopada 2018)
- Dariusz Narolewski (od 23 listopada 2018 do 30 czerwca 2020)
- Andrzej Sieradzki (od 1 lipca 2020 do 18 czerwca 2022)
- Marek Marciniak (od 24 czerwca 2022 do 21 sierpnia 2022)
- Tomasz Staniórski (od 21 sierpnia 2022 do 25 kwietnia 2023)
- Damian Milewski (od 25 kwietnia 2023 do 30 czerwca 2023)
- Marcin Gałązka (od 3 lipca 2023)

## Kibice
Narew jest jedynym klubem w mieście, podczas meczów którego jest prowadzony zorganizowany doping (zarówno w domu, jak i na wyjeździe). Spotkania Niebiesko-Czerwonych cieszą się ogromnym zainteresowaniem, bez względu na klasę rozgrywkową oraz miejsce rozgrywki. Obecnie za doping i oprawy meczowe odpowiada grupa najzagorzalszych kibiców ukrywających się pod pseudonimem "Aliens".
Obecnie sympatycy Dumy Kurpi przyjaźnią się z kibicami Hutnika Warszawa i Legii Warszawa, natomiast głównym lokalnym rywalem Narwi był inny klub z Ostrołęki - Korona, do momentu wycofania drużyny seniorów z rozgrywek. Do głównych rywali zalicza się też inne kluby z powiatu ostrołęckiego, tj. Bartnik Myszyniec czy KS CK Troszyn.